# لورينز هور
لورينز هور (بالألمانية: Lorenz Horr)‏ هو لاعب كرة قدم ألماني، ولد في 27 سبتمبر 1942 في أوغرسهايم ‏ في ألمانيا. لعب مع فالدهوف مانهايم ونادي هرتا برلين.

## وصلات خارجية
- لورينز هور على موقع قاعدة بيانات كرة القدم.إي يو (الإنجليزية)
- لورينز هور على موقع بيانات كرة القدم. دي إي (الألمانية)
- لورينز هور على موقع عالم كرة القدم.نت (الإنجليزية)